# Devon Murray
Devon Michael Murray (County Kildare, 28. listopada 1988.) je irski glumac najpoznatiji po ulozi Seamusa Finnigana u filmovima Harry Potter i jedino dijete Michaela i Fidelme Murray.
Prije uloge Seamusa Finnigana, Murray je glumio u This is My Father, Angela's Ashes, i Yesterday's Children. Počeo je raditi na petom Harry Potter filmu u veljači 2006. godine.